# كونستنتين ديفيد
كونستنتين ديفيد (بالرومانية: Constantin David)‏ (مواليد 25 ديسمبر 1912) هو ملاكم روماني، مثّل بلاده في الألعاب الأولمبية الصيفية 1936.

## روابط خارجية
كونستنتين ديفيد على موقع بوكس ريك (الإنجليزية) (registration required)
- كونستنتين ديفيد على موقع أوليمبيديا (الإنجليزية)